# Florin Costiniu
Florin Costiniu (n. 12 februarie 1954, Pitești) este jurist și a ocupat poziții de judecător, director și secretar de stat în ministerul justiției, ministru al justiției, avocat, și secretar general al camerei deputaților.
Este soțul judecătoarei Viorica Costiniu.
Din anul 2001 este judecător la Înalta Curte de Casație și Justiție (ÎCCJ) și Președinte al Secției civile și de proprietate intelectuală al ICCJ și Membru în Consiliul de Conducere al ICCJ. 
Numele lui Florin Costiniu a fost menționat într-un dosar penal și scandal de presă legat de senatorul Cătălin Voicu.
Conform transcrierilor discuțiilor lui Cătălin Voicu făcute publice în martie 2010, Florin Costiniu s-ar fi întâlnit în repetate rânduri cu Cătălin Voicu, discutând chestiuni legate de influențarea unor decizii judecătorești.. Florin Costiniu este învinuit în acest dosar de complicitate la trafic de influență
La data de 22 aprilie 2010, Consiliul Superior al Magistraturii (CSM) a aprobat cererea de pensionare înaintată de Florin Costiniu.
În 24 iunie 2010, Consiliul Superior al Magistraturii a decis suspendarea din funcție a lui Florin Costiniu din funcția de judecător al Înaltei Curți de Casație și Justiție (ICCJ).
Pe 1 iunie 2012, Costiniu a fost condamnat la trei ani de închisoare cu suspendare.